# لولو (مسرحية)
لولو مسرحية لبنانية للأخوين رحباني أنتجت وصوّرت بالتلفزيون الأردني عام 1974 تدور قصتها حول فتاة اسمها لولو اتهمت ظلما بجريمة قتل لم ترتكبها ويحكم عليها بالسجن المؤبد, وبعد مرور 15 سنة يتضح بأنها بريئة فتقرر تلقين الجميع درسا في الرعب والانتقام لسنوات عمرها في السجن فتتحالف مع القبضايات وأصحاب السوابق من المجرمين.
يشعر الجميع بالرعب ولاسيما أولئك الذين شهدوا ضدها فيحاولون إدخالها لمستشفى الأمراض العقلية بذريعة أنها مجنونة, وعندما يفشلون يقررون قتلها عن طريق رعد المختل عقليا.

## أبطال المسرحية
- فيروز بدور لولو
- نصري شمس الدين بدور جرجي البويجي
- هدى بدور زوجة القاضي
- نوال الكك بدور زوجة البويجي
- وليم حسواني بدور القاضي
- جوزيف ناصيف بدور نايف بو درع
- جوزيف صقر بدور فارس

## أغاني المسرحية
- أهلا بلولو - فيروز والمجموعة الحب
- إنسى... كيف؟ - فيروز
- في قهوة عالمفرق - فيروز
- سانتا لوتشيا - فيروز + نبيل أبو مراد
- كانوا يا حبيبي - فيروز
- بويا بوبا - نصري + نوال الكك
- من عز النوم - فيروز
- الله معك يا هوانا - فيروز
- راجعين يا هوى - فيروز
- سيف المراجل حكم - فيروز
- نطرونا كتير - فيروز
- يا بياعة خديني - هدى
- يلا يا إخوان - نصري
- عالهوب الهوب - نصري
- إفيفا - فيروز
- كان عنا طاحون - فيروز

أخرجها للتلفزيون أنطوان س. ريمي